# Sicherungsverhalten
Als Sicherungsverhalten (auch Aufmerken) bezeichnet man in der Verhaltensbiologie die Aktivitäten eines Tieres, die dem Schutz vor Fressfeinden dienen. Evolutionsbiologisch  betrachtet erhöht die von einem Individuum zur Sicherung erbrachte Zeit zwar die Überlebenschancen in dieser Hinsicht, geht aber von der Zeit für andere wichtige Verhaltensweisen wie Nahrungserwerb oder Partnersuche ab. Es gibt überzeugende Belege dafür, dass mit zunehmender Gruppengröße die für das Sicherungsverhalten aufzuwendende Zeit pro Individuum bis zu einem gewissen Grad geringer wird, wobei die genauen Zusammenhänge hierbei noch Gegenstand heutiger Forschungen darstellen.